# Сабонис, Домантас
Домантас Сабонис (лит. Domantas Sabonis; родился 3 мая 1996 года в Портленде, штат Орегон, США) — литовский баскетболист, выступающий за клуб Национальной баскетбольной ассоциации «Сакраменто Кингз». Играет на позициях центрового и тяжёлого форварда. На студенческом уровне выступал за команду NCAA «Гонзага Бульдогс». В профессиональном баскетболе дебютировал 5 сентября 2012 года в возрасте 16 лет в команде «Уникаха». Сын литовского баскетболиста Арвидаса Сабониса.

## Профессиональная карьера

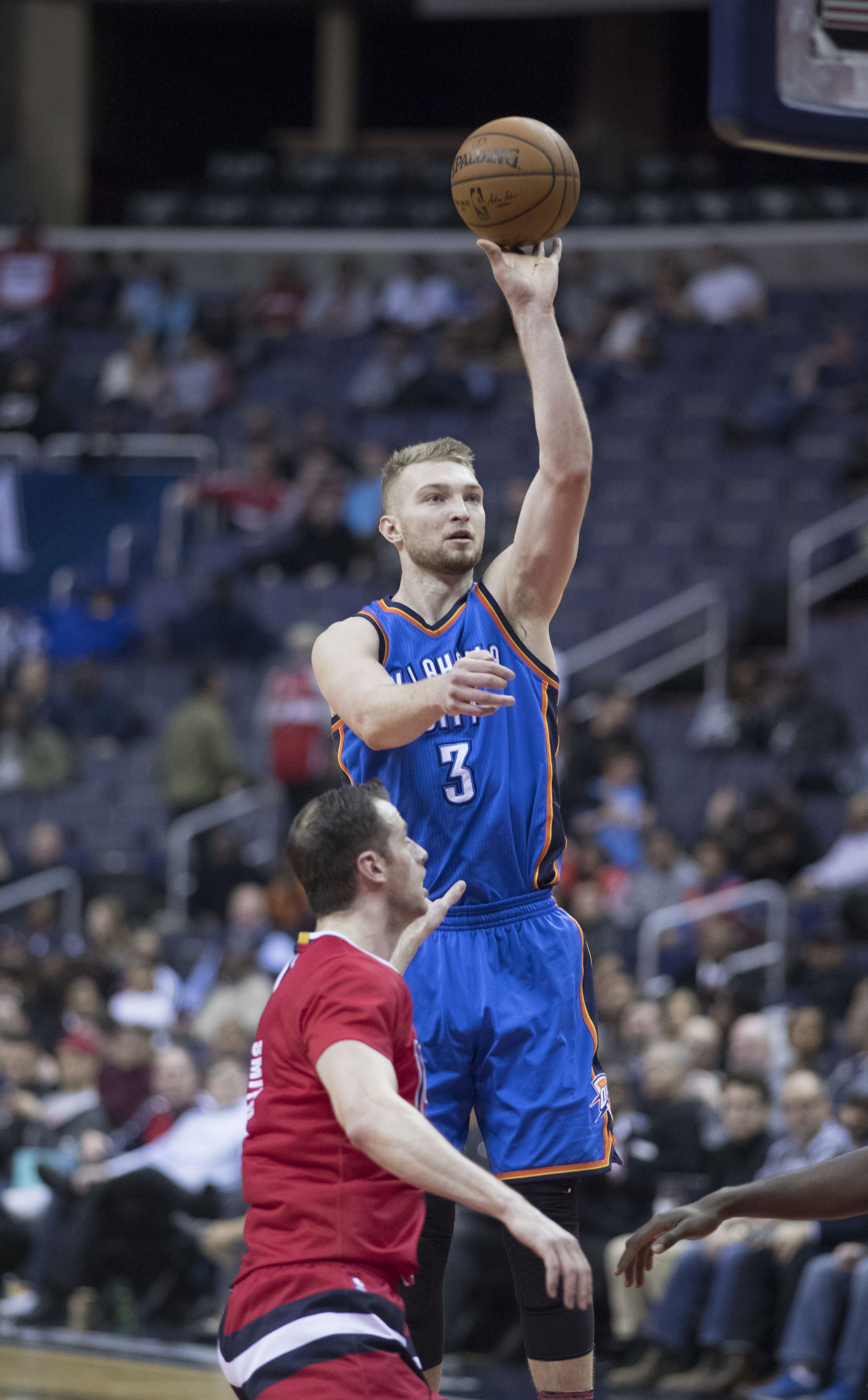
Сабонис в составе «Оклахома-Сити Тандер» в 2017 году

### Уникаха (2012—2014)
13 октября 2013 года дебютировал в элитном дивизионе чемпионата Испании за «Малагу» и начал игру в стартовом составе. Набрал 6 очков, совершил 3 подбора за 15 минут на площадке. Является самым молодым игроком «Малаги», который дебютировал в высшем дивизионе (в возрасте 17 лет, 5 месяцев и 10 дней).
В период выступлений за «Малагу» не имел профессионального контракта, так как с 2014 года планировал выступать в NCAA.

### Оклахома-Сити Тандер (2016—2017)
Сабонис был выбран на драфте НБА 2016 года в первом раунде под общим 11 номером клубом «Орландо Мэджик» и в тот же день обменян вместе с Эрсаном Ильясовой и Виктором Оладипо в «Оклахома-Сити Тандер» на Сержа Ибаку. Он не участвовал в Летней лиге НБА 2016 года, чтобы присоединиться к тренировочному лагерю мужской сборной Литвы по баскетболу. 12 августа 2016 года Сабонис подписал контракт новичка с «Тандер». Он дебютировал за «Тандер» в дебюте сезона в качестве стартового форварда 26 октября, набрав пять очков и четыре подбора за 16 минут в победе над «Филадельфией Севенти Сиксерс». Он стал первым игроком «Тандер», дебютировавшим в матче-открытии в стартовой пятерке со времен Кевина Дюранта. 7 ноября Сабонис записал на свой счет 15 очков и 10 подборов в победе над «Майами Хит». 23 декабря он установил новый сезонный максимум, набрав 20 очков в победе над «Бостон Селтикс». 25 января 2017 года он был включен в состав Сборной мира на матч восходящих звезд НБА 2017 года. Шесть дней спустя Сабонис набрал 13 очков и собрал 13 подборов в поражении от «Сан-Антонио Сперс». 18 февраля он набрал 10 очков всего за 12 минут и помог Сборной мира победить Сборную США со счетом 150-141 в рамках Всезвездного уик-энда. Сабонис перешел на скамейку запасных в начале марта после приобретения «Тандер» Таджа Гибсона в дедлайн обменов. В своем дебютном сезоне Сабонис выходил в стартовой пятерке в 66 из 81 игры. «Тандер» вышли в плей-офф НБА под шестым посевом, но в первом раунде проиграли «Хьюстон Рокетс» со счетом 4-1; Сабонис сыграл всего шесть минут в серии, так как ему удалось выйти на площадку только в двух из пяти игр. По завершении дебютного сезона Сабонис сообщил, что примет участие в Летней лиге НБА 2017 года в рамках подготовки к Евробаскету 2017.

### Индиана Пэйсерс (2017—2022)

#### Сезон 2017/18
6 июля 2017 года Домантас Сабонис вместе с Виктором Оладипо был обменян в «Индиану Пэйсерс» на Пола Джорджа. Из-за неожиданного обмена Сабонис не только пропустил Летнюю лигу НБА 2017 года, но и был исключен из состава сборной Литвы на Евробаскете-2017. Дебютировав за «Пэйсерс» в матче-открытии сезона 18 октября, Сабонис набрал 16 очков и сделал семь подборов в победе над «Бруклин Нетс» со счетом 140-131. 29 октября он набрал 22 очка и 12 подборов, попав 9 из 9 с игры, в победе над «Сан-Антонио Сперс». Два дня спустя он записал на свой счет 16 подборов, а также 12 очков и пять передач в победе над «Сакраменто Кингз». 2 ноября Сабонис записал на свой счет шесть передач в дополнение к 15 очкам и 12 подборам в победе над «Кливленд Кавальерс». 18 декабря он набрал максимальные в карьере три блок-шота, а также 17 очков и восемь подборов в победе над «Нетс». 3 января 2018 года Сабонис набрал максимальные в карьере 24 очка при 10 из 13 точных бросках в матче с «Милуоки Бакс». Во время участия в матче восходящих звезд НБА  2018 года Сабонис набрал 13 очков, 11 подборов и три передачи и помог Сборной мира обыграть Сборную США со счетом 155-124. 8 апреля он набрал максимальные в карьере 30 очков в победе над «Шарлотт Хорнетс» со счетом 123-117. В 5-й игре первого раунда серии плей-офф против «Кавальерс» Сабонис набрал максимальные в карьере 22 очка в проигрыше со счетом 98-95.

#### Сезон 2018/19
26 сентября 2018 года «Пэйсерс» активировали командную опцию по контракту Сабониса. 31 октября в победе над «Нью-Йорк Никс» Сабонис реализовал 12 бросков из 12 и набрал 30 очков. 19 ноября в победе над «Ютой Джаз» он набрал 19 очков, девять подборов и сделал девять передач. В декабре 2018 года он был выбран Литовской федерацией баскетбола игроком года. 19 марта 2019 года Сабонис сделал максимальные в карьере 16 подборов в матче с «Лос-Анджелес Клипперс».

#### Сезон 2019/20
21 октября 2019 года, за день до начала сезона 2019/20, Сабонис подписал с «Пэйсерс» четырехлетний контракт на сумму 77 миллионов долларов. 1 ноября Сабонис сделал максимальные в карьере 17 подборов в матче против «Кливленд Кавальерс». 18 ноября Сабонис сделал 18 подборов и помог своей команде одержать победу над «Бруклин Нетс» со счетом 115-86. В декабре 2019 года он был выбран лучшим игроком года в Литве второй год подряд. 15 декабря 2019 года Сабонис сделал свой 12-й дабл-дабл подряд и улучшил предыдущий рекорд «Пэйсерс» по количеству дабл-даблов подряд, который принадлежал Трою Мерфи с 2009 года. 21 января 2020 года Сабонис стал первым литовцем в истории НБА, оформившим трипл-дабл, набрав 22 очка, 15 подборов и 10 передач в победе «Пэйсерс» над «Денвер Наггетс» со счетом 115-107. 26 января он оформил свой второй трипл-дабл, набрав 27 очков, 14 подборов и сделав 11 передач, что стало лучшим результатом в карьере. 30 января Сабонис был выбран на Матч всех звезд НБА 2020 года, набирая в среднем 18 очков, 12,8 подбора и 4,6 передачи, и стал вторым литовцем, выбранным на Матч всех звезд НБА (первым был Жидрунас Илгаускас). Сабонис также участвовал в NBA All-Star Weekend Skills Challenge в 2020 году и был всего в 1 броске от победы, уступив лишь в финале Бэму Адебайо. Во время своего первого участия в Матче всех звезд Сабонис набрал 2 очка, собрал 6 подборов за 19 минут и помог команде Леброна победить со счетом 157-155.

### Сакраменто Кингз (2022—настоящее время)
8 февраля 2022 года «Пэйсерс» обменяли Сабониса вместе с Джастином Холидеем, Джереми Лэмбом и выбором во втором раунде 2023 года в «Сакраменто Кингз» в обмен на Тайриза Халибёртона, Бадди Хилда и Тристана Томпсона.
2 февраля 2023 года Сабонис был включен на Матч всех звезд НБА в качестве игрока скамейки Западной конференции, что стало для него третьим участием на матче всех звезд. Он стал первым игроком «Кингз», который был выбран на Матч всех звезд со времен ДеМаркуса Казинса в 2016 году.
9 апреля 2023 года Сабонис завершил регулярный сезон в качестве лидера лиги по подборам, делая в среднем 12,3 подбора за игру. Он также достиг карьерных максимумов по проценту попаданий (61,5%) и передачам за игру (7,3).

#### Сезон 2023/24
2 июля 2023 года Сабонис и «Кингз» заключили новый контракт на 5 лет на сумму 217 миллионов долларов. Этот контракт стал самым большим истории литовского спорта.
18 декабря Сабонис оформил 35-й трипл-дабл в своей карьере, набрав 28 очков, 13 подборов и 12 передач в победе над «Вашингтон Уизардс» со счетом 143-131. 23 декабря 2023 года в матче против «Финикс Санз» Сабонис оформил трипл-дабл – 28 очков, 11 подборов, 12 передач. 3 января 2024 года Сабонис оформил трипл-дабл, набрав 22 очка, 23 подбора и 12 передач в победе над «Орландо Мэджик» со счетом 138-135 в двойном овертайме. 29 января 2024 года Сабонис набрал 20 очков, реализовав 10 из 11 бросков с игры, сделал 26 подборов и 5 передач в победе над «Мемфис Гриззлис» со счетом 103-94. Он стал вторым игроком в истории НБА, набравшим не менее 20 очков, 25 подборов, 5 передач и показавшим процент попадания в кольцо 90% и выше. Вторым был Уилт Чемберлен, который делал это шесть раз.
13 февраля Сабонис оформил свой 50-й трипл-дабл в карьере, набрав 35 очков, 18 подборов, 12 передач и 3 блока в матче с «Финикс Санз» (130:125). 12 марта Сабонис оформил свой 47-й дабл-дабл подряд, набрав 22 очка, 11 подборов и 8 передач в победе над «Милуоки Бакс» (129:94). Он превзошел предыдущий рекорд Джерри Лукаса (46) и стал лидером франшизы «Сакраменто Кингз» по количеству дабл-даблов подряд в сезоне. 25 марта Сабонис набрал 11 очков, сделал 13 подборов и 10 передач, став пятым игроком в истории НБА с 25 трипл-даблами за сезон, присоединившись к Николе Йокичу, Расселу Уэстбруку, Уилту Чемберлену и Оскару Робертсону. Он также оформил 54-й дабл-дабл подряд, поравнявшись с Кевином Лавом, что стало самым длинным показателем с момента слияния НБА и АБА в 1976-77 гг.

#### Сезон 2024/25
14 июня 2024 года «Сакраменто Кингз» объявили, что Сабонис перейдет на майку с номером 11 в честь своего отца, Арвидаса Сабониса, который носил тот же номер во время игры в «Портленд Трэйл Блэйзерс». Ранее «Сакраменто Кингз» вывели из обращения 11-й номер в честь Боба Дэвиса. Однако дети Дэвиса дали свое благословение на использование Сабонисом выведенного номера. 26 октября Сабонис сделал свой 59-й трипл-дабл в карьере, набрав 29 очков, 12 подборов и 10 передач в проигрыше со счетом 127:131 против «Лос-Анджелес Лейкерс». Он сравнялся с Ларри Бердом по количеству трипл-даблов в истории НБА. 6 ноября Сабонис оформил трипл-дабл из 17 очков, 13 передач и 11 подборов в победе над «Торонто Рэпторс» со счетом 122:107. Он стал первым игроком в истории НБА, оформившим трипл-дабл без промахов, перехватов и фолов. 12 декабря Сабонис набрал максимальные в сезоне 32 очка и 20 подборов, реализовав 11 из 15 бросков с игры и 9 из 9 с линии штрафных бросков в победе над «Нью-Орлеан Пеликанс» со счетом 111-109.
10 января 2025 года Сабонис набрал 23 очка и сделал 28 подборов в победе над «Бостон Селтикс» со счетом 114-97.
13 января 2025 года Сабонис был назван игроком недели Западной конференции. На счету Сабониса 22 очка, 20,3 подбора и 7,3 передачи в среднем за 3 матча.
19 января 2025 года Сабонис оформил 37-й дабл-дабл в сезоне (29 очков и 18 подборов) в победном матче против «Вашингтон Уизардс».

## Карьера в национальной сборной
Сабонис дебютировал за национальную команду Литвы на Европейском первенстве 2012 года для игроков не старше 16 лет, на котором набирал в среднем 14,1 очко, совершал 14,4 подбора и отдавал 2,4 результативные передачи за матч. В матче турнира против сборной Польши, который состоялся 27 июля, Сабонис совершил наибольшее количество подборов — 27. В 2013 году в возрасте 17 лет выступал за сборную Литвы на Чемпионате Европы 2013 года для игроков не старше 18 лет. В среднем набирал 14 очков, совершал 11,4 подбора и отдавал 1,4 результативных передач за игру. Лучший матч на турнире провёл против команды Сербии, в котором набрал 22 очка, совершил 22 подбора и отдал 3 результативные передачи. Литва выиграла матч со счётом 74:70 после овертайма.
В 2015 году был включен в расширенный список сборной Литвы. 29 июля 2015 года дебютировал в основной команде в матче против команды Австралии, в котором набрал 4 очка и совершил 7 подборов. Таким образом, стал самым молодым баскетболистом Литвы, дебютировавшим в составе национальной сборной. Предыдущее достижение принадлежало Йонасу Валанчюнасу, который дебютировал в 19 лет и 3 месяца. Сабонис дебютировал в возрасте 19 лет, 2 месяцев и 6 дней. На этапе подготовки к чемпионату Европы в среднем набирал по 6 очков и 5,9 подборов, став вторым в команде после Валанчюнаса по подборам. По результатам контрольных матчей попал в состав сборной Литвы на чемпионат Европы 2015 года.

## Награды
- Кавалер Рыцарского креста ордена «За заслуги перед Литвой» (Литва, 2015 год)

## Статистика

### Статистика в НБА
| Сезон                                                                                    | Команда       | Регулярный сезон | Регулярный сезон | Регулярный сезон | Регулярный сезон | Регулярный сезон | Регулярный сезон | Регулярный сезон | Регулярный сезон | Регулярный сезон | Регулярный сезон | Регулярный сезон | Серия плей-офф | Серия плей-офф | Серия плей-офф | Серия плей-офф | Серия плей-офф | Серия плей-офф | Серия плей-офф | Серия плей-офф | Серия плей-офф | Серия плей-офф | Серия плей-офф |
| Сезон                                                                                    | Команда       | GP               | GS               | MPG              | FG%              | 3P%              | FT%              | RPG              | APG              | SPG              | BPG              | PPG              | GP             | GS             | MPG            | FG%            | 3P%            | FT%            | RPG            | APG            | SPG            | BPG            | PPG            |
| ---------------------------------------------------------------------------------------- | ------------- | ---------------- | ---------------- | ---------------- | ---------------- | ---------------- | ---------------- | ---------------- | ---------------- | ---------------- | ---------------- | ---------------- | -------------- | -------------- | -------------- | -------------- | -------------- | -------------- | -------------- | -------------- | -------------- | -------------- | -------------- |
| 2016/17                                                                                  | Оклахома-Сити | 81               | 66               | 20,1             | 39,9             | 32,1             | 65,7             | 3,6              | 1,0              | 0,5              | 0,4              | 5,9              | 2              | 0              | 3,0            | 0,0            | 0,0            | 100,0          | 1,0            | 0,0            | 0,5            | 0,5            | 2,0            |
| 2017/18                                                                                  | Индиана       | 74               | 19               | 24,5             | 51,4             | 35,1             | 75,0             | 7,7              | 2,0              | 0,5              | 0,4              | 11,6             | 7              | 0              | 23,7           | 58,1           | 14,3           | 77,8           | 4,6            | 0,7            | 0,1            | 0,3            | 12,4           |
| 2018/19                                                                                  | Индиана       | 74               | 5                | 24,8             | 59,0             | 52,9             | 71,5             | 9,3              | 2,9              | 0,6              | 0,4              | 14,1             | 4              | 0              | 24,0           | 41,4           | 25,0           | 64,3           | 7,3            | 4,0            | 0,8            | 0,3            | 8,5            |
| 2019/20                                                                                  | Индиана       | 62               | 62               | 34,8             | 54,0             | 25,4             | 72,3             | 12,4             | 5,0              | 0,8              | 0,5              | 18,5             | Не участвовал  | Не участвовал  | Не участвовал  | Не участвовал  | Не участвовал  | Не участвовал  | Не участвовал  | Не участвовал  | Не участвовал  | Не участвовал  | Не участвовал  |
| 2020/21                                                                                  | Индиана       | 62               | 62               | 36,0             | 53,5             | 32,1             | 73,2             | 12,0             | 6,7              | 1,2              | 0,5              | 20,3             | Не участвовал  | Не участвовал  | Не участвовал  | Не участвовал  | Не участвовал  | Не участвовал  | Не участвовал  | Не участвовал  | Не участвовал  | Не участвовал  | Не участвовал  |
| 2021/22                                                                                  | Индиана       | 47               | 46               | 34,7             | 58,0             | 32,4             | 74,0             | 12,1             | 5,0              | 1,0              | 0,5              | 18,9             | Не участвовал  | Не участвовал  | Не участвовал  | Не участвовал  | Не участвовал  | Не участвовал  | Не участвовал  | Не участвовал  | Не участвовал  | Не участвовал  | Не участвовал  |
| 2021/22                                                                                  | Сакраменто    | 15               | 15               | 33,6             | 55,4             | 23,5             | 74,3             | 12,3             | 5,8              | 0,9              | 0,3              | 18,9             | Не участвовал  | Не участвовал  | Не участвовал  | Не участвовал  | Не участвовал  | Не участвовал  | Не участвовал  | Не участвовал  | Не участвовал  | Не участвовал  | Не участвовал  |
| 2022/23                                                                                  | Сакраменто    | 79               | 79               | 34,6             | 61,5             | 37,3             | 74,2             | 12,3             | 7,3              | 0,8              | 0,5              | 19,1             | 7              | 7              | 34,7           | 49,5           | 20,0           | 57,1           | 11,0           | 4,7            | 1,4            | 0,9            | 16,4           |
| 2023/24                                                                                  | Сакраменто    | 82               | 82               | 35,7             | 59,4             | 37,9             | 70,4             | 13,7             | 8,2              | 0,9              | 0,6              | 19,4             | Не участвовал  | Не участвовал  | Не участвовал  | Не участвовал  | Не участвовал  | Не участвовал  | Не участвовал  | Не участвовал  | Не участвовал  | Не участвовал  | Не участвовал  |
|                                                                                          | Всего         | 576              | 436              | 30,3             | 55,6             | 33,2             | 72,6             | 10,3             | 4,8              | 0,8              | 0,5              | 15,7             | 20             | 7              | 25,6           | 50,3           | 17,6           | 67,2           | 7,0            | 2,7            | 0,8            | 0,5            | 12,0           |
| Наведите курсор мыши на аббревиатуры в заголовке таблицы, чтобы прочесть их расшифровку. |               |                  |                  |                  |                  |                  |                  |                  |                  |                  |                  |                  |                |                |                |                |                |                |                |                |                |                |                |

### Статистика в NCAA
| Сезон | Команда | Conf  | Class | GP | GS | MPG  | FG%  | 3P%  | FT%  | RPG  | APG | SPG | BPG | PPG  |
| --- | ------- | ----- | ----- | -- | -- | ---- | ---- | ---- | ---- | ---- | --- | --- | --- | ---- |
| 2014/15 | Гонзага | WCC   | FR    | 38 | 1  | 21,6 | 66,8 |      | 66,4 | 7,1  | 0,9 | 0,4 | 0,3 | 9,7  |
| 2015/16 | Гонзага | WCC   | SO    | 36 | 31 | 31,9 | 61,1 | 35,7 | 76,9 | 11,8 | 1,8 | 0,6 | 0,9 | 17,6 |
| Всего | Всего   | Всего | Всего | 74 | 32 | 26,6 | 63,2 | 35,7 | 72,9 | 9,4  | 1,3 | 0,5 | 0,6 | 13,5 |
| Наведите курсор мыши на аббревиатуры в заголовке таблицы, чтобы прочесть их расшифровку Статистика приведена с сайта sports-reference.com |         |       |       |    |    |      |      |      |      |      |     |     |     |      |

### Статистика в других лигах
| Сезон | Команда         | Лига              | GP | GS   | MPG  | FG%  | 3P%  | FT%   | RPG | APG | SPG | BPG | PFL | TOV | PPG      |
| --- | --------------- | ----------------- | -- | ---- | ---- | ---- | ---- | ----- | --- | --- | --- | --- | --- | --- | -------- |
| 2012/13 | Все клубы       | Все лиги          | 35 | 20   | 18,7 | 44,6 | 19,2 | 58,2  | 4,2 | 0,7 | 0,7 | 0,2 | 2,1 | 1,7 | 5,8      |
| 2012/13 | Клиникас Ринкон | 31                | 17 | 18,1 | 45,2 | 19,0 | 54,0 | 4,2   | 0,5 | 0,7 | 0,2 | 2,1 | 1,5 | 5,3 | {{{16}}} |
| 2012/13 | Малага (мол.)   | Турнир в Риме     | 4  | 3    | 23,4 | 42,5 | 20,0 | 100,0 | 4,0 | 1,5 | 1,0 | 0,3 | 2,3 | 3,5 | 10,0     |
| 2013/14 | Все клубы       | Все лиги          | 55 | 6    | 9,5  | 45,9 | 0,0  | 60,5  | 2,1 | 0,2 | 0,3 | 0,2 | 1,7 | 0,6 | 2,7      |
| 2013/14 | Уникаха         | Чемпионат Испании | 35 | 3    | 9,8  | 46,0 | 0,0  | 57,7  | 2,2 | 0,1 | 0,3 | 0,2 | 1,9 | 0,6 | 2,7      |
| 2013/14 | Уникаха         | Евролига          | 19 | 3    | 9,3  | 47,8 | -    | 66,7  | 2,0 | 0,3 | 0,2 | 0,1 | 1,5 | 0,6 | 2,7      |
| 2013/14 | Уникаха         | Кубок Испании     | 1  | 0    | 4,1  | 0,0  | -    | -     | 1,0 | 0,0 | 0,0 | 0,0 | 0,0 | 1,0 | 0,0      |
| Всего | Всего           | Всего             | 90 | 26   | 13,1 | 45,2 | 17,2 | 59,1  | 2,9 | 0,4 | 0,4 | 0,2 | 1,9 | 1,1 | 3,9      |
| Наведите курсор мыши на аббревиатуры в заголовке таблицы, чтобы прочесть их расшифровку Статистика приведена с сайта basketball.realgm.com |                 |                   |    |      |      |      |      |       |     |     |     |     |     |     |          |